# Rifbergen
Rifbergen eller Rif (berbiska:, arabiska:جبال الريف) är en bergig region i norra Marocko, som sträcker sig från Kap Spartel och Tanger i väst till Ras Kebdana och Moulouyafloden i öst, och från Medelhavet i norr till floden Ouargha i syd.
Bergen är en del av Gibraltarbågen, som också innefattar Betiska kordiljäran och Gibraltarklippan på Iberiska halvön. Rifbergen är geologiskt sett inte en del av Atlasbergen, utan bergen tillhör den geologiska regionen kring Alboránsjön.
Regionens namn kommer från det berbiska ordet arif. Större städer i området är Nador, Al Hoceima (även känt som Biya), Azghenghan, Selwan, Ajdir, Tawrirt, Taza och El Jabha. I Rif produceras så mycket som hälften av all världens cannabis.

## Historia
Rif har bebotts av rifkabylerna sedan förhistorisk tid. Så tidigt som på 1000-talet f.Kr. började fenicierna etablera handelsstationer på Medelhavs- och Atlantkusterna, och grundade städer som Tetouan, Melilla och på 400-talet f.Kr. Tanger. Senare ersatte kartagenarna fenicierna som områdets främsta makt. Efter det tredje puniska kriget utmanövrerades Karthago av romarna, och Rif blev en del av provinsen Mauretania. När provinsen delades under kejsar Claudius styre blev Tanger huvudstad i Mauretania Tingitana. På 400-talet e.Kr. härjades regionen av vandalerna, och det romerska styret tog slut. Området var under vandalernas kontroll fram till 500-talet, då bysantinarna återerövrade delar av det.
År 710 grundade Salih I ibn Mansur Kungariket Nekor i Rif och fick de flesta berberna att konvertera till islam. Araberna grundade därefter alltfler städer. På 1400-talet hade många spanska morer tvingats i exil, och de flesta kom till Rif, dit de tog med sig sin kultur, andalusisk musik, och grundade staden Chefchaouen. 
Rif drabbades svårt av strider mellan Marocko, Spanien och Portugal. År 1415 invaderade Portugal Ceuta, och 1490 invaderade Spanien Melilla. På detta följde en period av fred, men år 1859 blev det på nytt krig mellan Spanien och Marocko, och Marocko besegrades i Tetouan. Den spansk-marockanska konflikten tog inte slut med det. På 1900-talet kämpade Rifkabylerna, under den marockanske gerillaledaren Abd el-Krim El-Khattabis ledning, mot det spanska styret, och försökte frigöra Marocko från fransk och spansk kolonisation. Abd el-Krim grundade år 1921 Rifrepubliken, men området återgick till Marocko efter självständigheten 1956.

## Natur

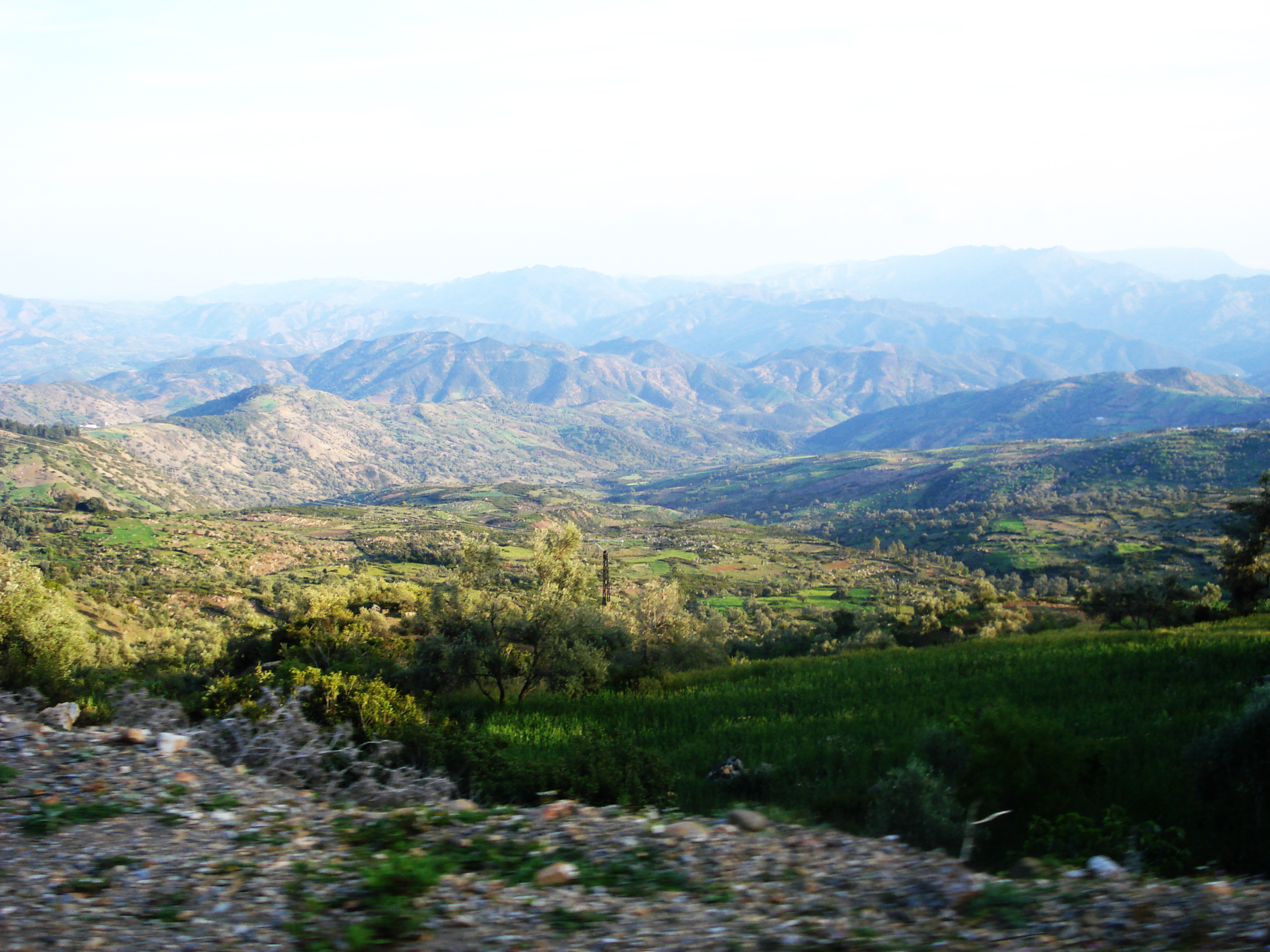
Rifbergen i provinsen Ashawen.

Rifbergen utgör inte en del av Atlasbergen utan är del av Gibraltarbågen, som utgör den västligaste delen av Alpiderna. På andra sidan Gibraltar sund fortsätter bergsveckningen genom Betiska kordiljäran, där både Gibraltarklippan och Sierra Nevada är del.
Enligt uppgift finns det någonstans emellan fem och åtta olika subpopulationer av den utrotningshotade primaten berberapa, Macaca sylvanus. Rifbergen är också hem för honungsbiet Apis mellifera major.
I Rif-regionen faller mer regn än någon annanstans i Marocko; somliga områden får upp emot 2 000 mm nederbörd per år. De västra och centrala delarna får mest regn, och täcks av skogar av atlasceder, korkek och stenek, samt de enda kvarvarande skogarna av marockansk gran, en underart av spanskgran. De östra sluttningarna får mindre nederbörd, och där består skogarna mestadels av tall, särskilt aleppotall och medelhavstall, men även av Tetraclinis.
Massiv avskogning till följd av överbete, skogsbrand och röjning av skog för odling, särskilt för att skapa cannabisfält, har ägt rum under det senaste seklet. Denna avskogning har lett till jordförsämring på grund av att matjorden sköljts bort, något som har förvärrat processen.